# جوردن مالون
جوردن مالون (بالإنجليزية: Jordan Malone)‏ هو متزلج على مسار قصير أمريكي، ولد في 20 أبريل 1984 في دينتون في الولايات المتحدة.

## وصلات خارجية
- الموقع الرسمي
- جوردن مالون على موقع ShortTrackOnLine.info (الإنجليزية)
- جوردن مالون على موقع Rollerstory.net
- جوردن مالون على موقع أوليمبيديا (الإنجليزية)
- جوردن مالون على موقع اللجنة الأولمبية والبارالمبية الأمريكية (الإنجليزية)